# Bój pod Stepanówką

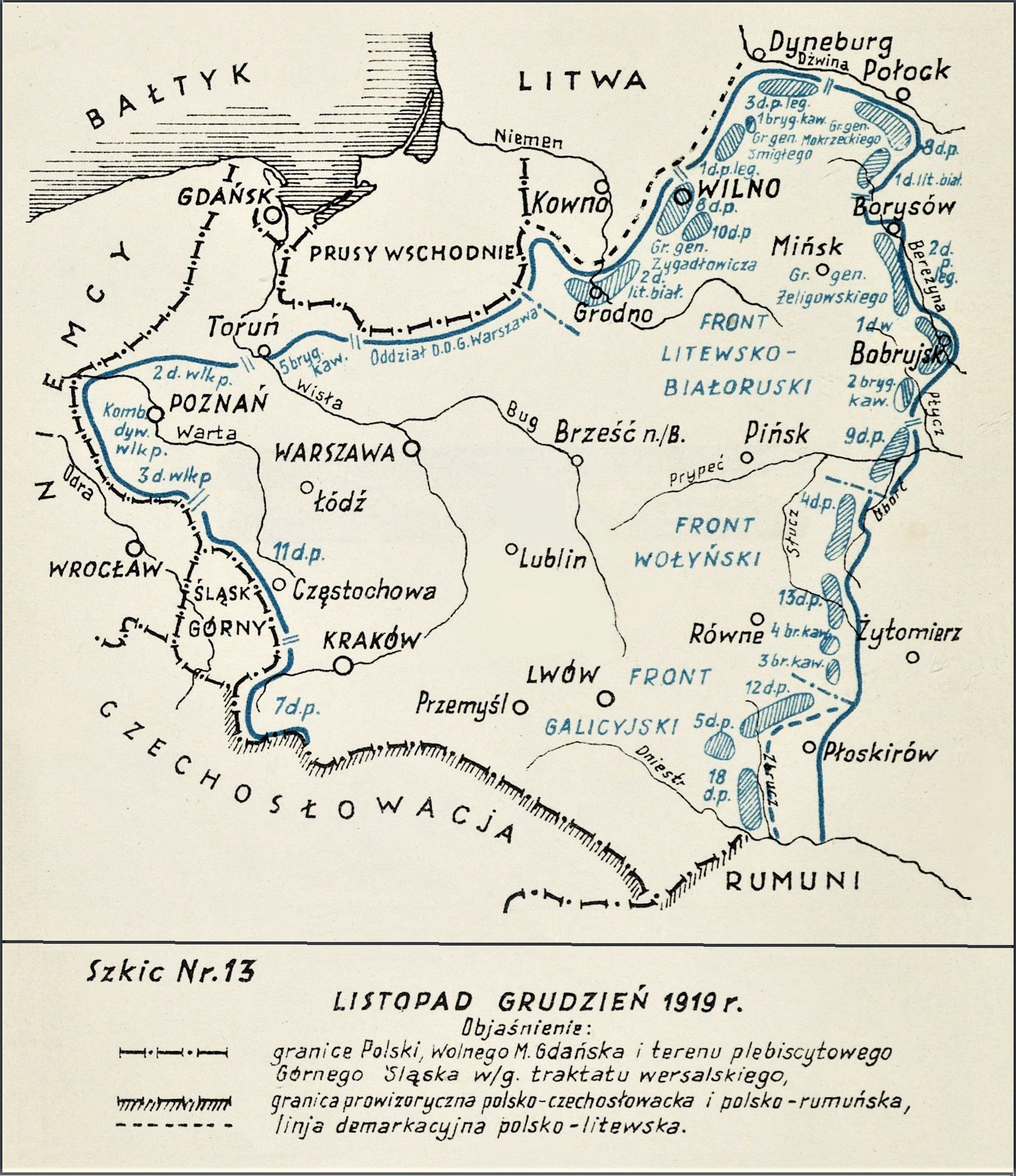
Adam Przybylski,
Wojna Polska 1918–1921

Bój pod Stepanówką – walki 18 pułku piechoty płk. Jana Dmóchowskiego z oddziałami sowieckiej 58 Dywizji Strzelców komdywa Pawła Kniagnickiego w okresie wojny polsko-bolszewickiej.

## Geneza
Zimą 1919/1920, na froncie polsko-sowieckim odnotowywano tylko działania lokalne. Linia frontu była rozciągnięta od środkowej Dźwiny, wzdłuż Berezyny, Uborci, Słuczy, po Dniestr. Zastój w działaniach wojennych obie strony wykorzystywały na przygotowanie się do decydujących rozstrzygnięć militarnych, planowanych na wiosnę i lato 1920.
W marcu 1920 4 Dywizja Piechoty zajmowała pozycje obronne po obu stronach linii kolejowej Sarny – Korosteń. Jej oddziały organizowały wypady w celu rozpoznania ugrupowania bojowego nieprzyjaciela i dezorganizowania jego przygotowań do ewentualnej ofensywy.

## Walczące wojska
| Jednostka                    | Dowódca               | Podporządkowanie   |
| Wojsko Polskie               |                       |                    |
| dowództwo 4 Dywizji Piechoty | gen. Leonard Skierski | Front Wołyński     |
| ⇒ 18 pułk piechoty           | płk Jan Dmóchowski    | 4 Dywizja Piechoty |
| → I batalion 18 pp           |                       | 18 pułk piechoty   |
| Armia Czerwona               |                       |                    |
| 58 Dywizja Strzelców         | Pawieł Kniagnicki     | 12 Armia           |

## Walki pod Stepanówką
W marcu 1920 18 pułk piechoty bronił linii Uborci w rejonie Horodnicy. Nocą z 18 na 19 marca I batalion 18 pułku piechoty przeszedł linię frontu i lasami dotarł pod Stepanówkę. Wieś ubezpieczały trzy placówki. Zlikwidowano je bez strzału. 
Tutaj kompanie rozdzieliły się, otoczyły miejscowość i o świcie przeprowadziły koncentryczne natarcie na uśpiony pułk 56 Dywizji Strzelców. 2 kompania uderzyła od południa, 1 kompania od północnego wschodu, a 4 kompania z północy. Kompletnie zaskoczony przeciwnik nie próbował nawet zorganizować obrony. Przy minimalnych stratach własnych zdobyto 4 działa, 11 ckm-ów, wzięto około 150 jeńców. Po wykonaniu zadania, batalion wieczorem 19 marca wrócił za linię frontu.